# Wilhelm von Waldeyer-Hartz

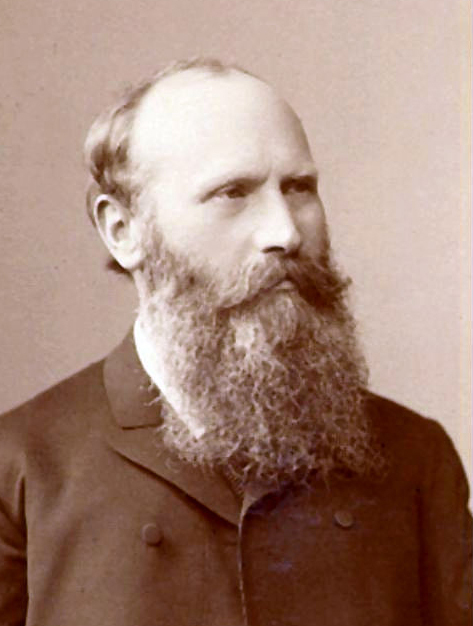
Heinrich Wilhelm Waldeyer, 1891

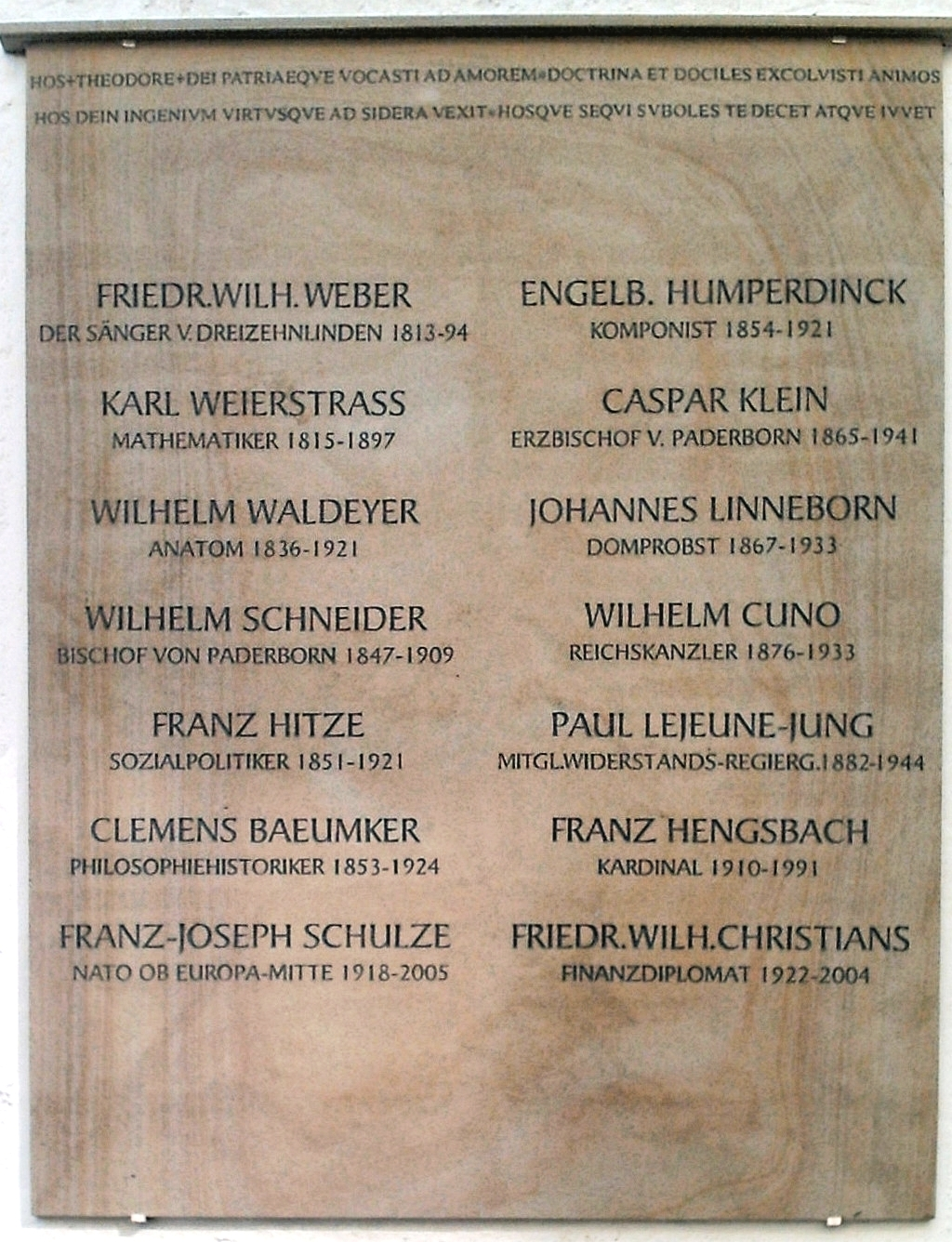
Wilhelm Waldeyer ist auf der Ehrentafel ehemaliger Schüler des Gymnasiums Theodorianum in Paderborn genannt. (Linke Seite, 3. Name von oben)

Heinrich Wilhelm Gottfried Waldeyer, ab 1917 von Waldeyer-Hartz, (* 6. Oktober 1836 in Hehlen/Weser; † 23. Januar 1921 in Berlin) war ein deutscher Anatom.

## Akademische Laufbahn
Wilhelm Waldeyer legte sein Abitur am Gymnasium Theodorianum in Paderborn ab und studierte dann an der Universität Göttingen zunächst Mathematik und Naturwissenschaften. Angeregt von Vortrag und Präsentation Jakob Henles, dessen Vorlesungen er nebenbei besuchte, wechselte er zur Medizin. 1858/59 ging er als Hilfsassistent zu Julius Budges nach Greifswald. Sein Studium beendete er an der Universität in Berlin, wo er bei dem Anatomen Karl Bogislaus Reichert 1861 mit einer Arbeit über das Schlüsselbein promoviert wurde und danach das Staatsexamen ablegte.
Edwin Klebs verschaffte ihm eine Assistentenstelle am Physiologischen Institut der Universität Königsberg. Hier wurde Waldeyer, der sich schon in Greifswald umfassende Kenntnisse der Pathologischen Anatomie erworben hatte, mit der Untersuchung pathologischer Objekte betraut und führte bald auch die klinischen Obduktionen an den Königsberger Krankenanstalten durch. Daneben unterrichtete er praktische Ärzte in Pathologischer Anatomie.
An der streng protestantischen Fakultät wurde es dem Katholiken Waldeyer allerdings verwehrt, sich zu habilitieren. So wechselte er 1862 an die Universität Breslau in das Physiologische Institut Rudolf Heidenhains, wo ihm sogleich die Betreuung des pathologischen Arbeitsgebietes überlassen wurde. Ebenso wie in Königsberg führte er klinische Obduktionen durch und betätigte sich im Unterricht. 1864 habilitierte sich Waldeyer in Breslau für Anatomie und Physiologie. Dort widmete er sich auch der Diagnostik von Tumoren. Sein berühmtester Patient war Kaiser Friedrich III., bei dem er Kehlkopfkrebs diagnostizierte.
Durch den Einfluss Rudolf Virchows auf die deutsche Unterrichtsverwaltung entstanden in jenen Jahren erste eigene Lehrstühle für Pathologische Anatomie. So wurde Waldeyer 1865 zum außerordentlichen Professor für Pathologische Anatomie in Breslau ernannt. Als Extraordinarius hatte er weder einen Lehrstuhl noch ein eigenes Institut, sondern musste sich mit fünf Zimmern eines Privathauses für seine Demonstrationen begnügen. Die Vorlesungen hielt er im Hörsaal der Zoologen ab, und seine Forschungsarbeiten betrieb er im Physiologischen Institut. Nach anfänglichen Schwierigkeiten betreute Waldeyer schließlich alle Obduktionen der vier großen Krankenanstalten Breslaus. 1867 wurde das Extraordinariat in ein Ordinariat umgewandelt, 1871 fanden sich dann auch passendere Räumlichkeiten.
1872 nahm Waldeyer einen Ruf an die neugegründete Universität Straßburg an und bekam einen Lehrstuhl für Anatomie. Elf Jahre später verließ Waldeyer Straßburg wieder, um das Berliner Anatomische Institut zu übernehmen. Dort widmete er sich vorwiegend der anatomischen Ausbildung, 33 Jahre lang als Vorstand der Abteilung für systematische und topographische Anatomie. 1917 trat er, bereits 80 Jahre alt, von diesem Amt zurück, wurde in den erblichen Adelsstand erhoben und legte sich den Namen seiner mütterlichen Familie Hartz zu. Im Jahr 1879 wurde er zum Mitglied der Leopoldina gewählt.
Von 1898 bis 1899 war er Rektor der Friedrich-Wilhelms-Universität Berlin. In den Jahren 1893 bis 1894, 1897 bis 1899, 1901 bis 1902 und 1905 bis 1910 war er stellvertretender Vorsitzender der Berliner Gesellschaft für Anthropologie, Ethnologie und Urgeschichte, in den Jahren 1892, 1896, 1900 und 1903 bis 1904 hatte er den Vorsitz und wurde 1909 deren Ehrenmitglied. 1884 wurde er zum ordentlichen Mitglied der Preußischen Akademie der Wissenschaften gewählt. Seit 1896 war er korrespondierendes Mitglied der Bayerischen Akademie der Wissenschaften. 1900 war er Vorsitzender der Gesellschaft Deutscher Naturforscher und Ärzte. 1904 wurde er als korrespondierendes Mitglied in die Académie des sciences aufgenommen; seine Mitgliedschaft wurde 1915 von der Akademie annulliert. 1905 wurde er als Ehrenmitglied (Honorary Fellow) in die Royal Society of Edinburgh aufgenommen, und 1909 wurde er in die National Academy of Sciences gewählt. Im Jahr 1916 erhielt er die Cothenius-Medaille der Leopoldina.

## Wissenschaftliche Leistungen
Die Liste seiner Arbeiten ist lang und sehr vielseitig. Unter anderem geht die Benennung Neuron für eine Nervenzelle auf ihn zurück; er vermutete bereits 1881 die Nervenzelle als funktionelle Grundeinheit des Nervensystems. Im Anschluss an Santiago Ramón y Cajals Studien zum Zentralnervensystem hatte Waldeyer 1891 seine Neuronentheorie formuliert. Im Jahr 1888 empfahl er den Ausdruck Chromosom als Fachwort für die  anfärbbaren (chromatischen) Strukturen im Zellkern, und damit für die Träger der Erbmasse. Auch die funktionelle Deutung und Aufklärung der embryonalen Herkunft des lymphatischen Rachenrings ist Waldeyer zu verdanken, nach dem diese Struktur dann auch benannt wurde.
Als Pathologe klassifizierte er Krebszellen und schlug die Entstehung von Krebs in einer Zelle und die Ausbreitung über das Blut- und Lymphsystem vor.

## Schriften
- Hörnerv und Schnecke. 1872.
- Das Becken: topographisch-anatomisch mit besonderer Berücksichtigung der Chirurgie und Gynäkologie. Friedrich Cohen, Bonn 1899. Digitalisat
- mit Johann Georg Joessel: Lehrbuch der topographisch-chirurgischen Anatomie mit Einschluss der Operationsübungen an der Leiche für Studirende und Ärzte. Zweiter Teil. Die Brust – Der Bauch – Das Becken. Friedrich Cohen, Bonn 1899. Digitalisat
- Zur Geschichte des anatomischen Unterrichts in Berlin. Rede auf der Gedächtnisfeier des Stifters der Berliner Universität König Friedrich Wilhelm III in der Aula derselben am 3. August 1899 gehalten von Wilhelm Waldeyer. August Hirschwald, Berlin 1899 Archive
- Die Geschlechtszellen. In: Oscar Hertwig: Handbuch der vergleichenden und experimentellen Entwickelungsgeschichte der Wirbeltiere. Erster Band, Erster Teil, Erste Hälfte, S. 86–476, erschienen 1901–1903, Gustav Fischer, Jena 1906 Digitalisat
- Darwins Lehre, ihr heutiger Stand und ihre wissenschaftliche und kulturelle Bedeutung. Berlin [u. a.] 1909 (aus: Deutsche Medizinische Wochenschrift. 1909, Nr. 8. 15 S.) in: Sammelband Wa 40 635. Darwins Lehre. 1909.
- Lebenserinnerungen. Friedrich Cohen, Bonn 1920.
- Lebenserinnerungen. 2. Auflage, Friedrich Cohen, Bonn 1921. Digitalisat
- Ausgewählte Literaturnachweise aus dem Bestand der Akademiebibliothek

## Trivia
- In Berlin, Köln, Münster (Westf.), Paderborn und Brakel (Westf.) sind Straßen nach Heinrich Wilhelm Waldeyer benannt.
- Das Lehrbuch Anatomie des Menschen (19. Auflage 2012) stammt von seinem Großneffen Anton Johannes Waldeyer.